# Open BLS de Limoges 2019
L'Open BLS de Limoges 2019 è stato un torneo di tennis femminile giocato sul cemento indoor. È stata la 13ª edizione del torneo, che fa parte del WTA Challenger Tour 2019. Il torneo si è giocato al Palazzetto dello sport di Beaublanc di Limoges, in Francia, dal 16 al 22 dicembre 2019.

## Partecipanti

### Teste di serie
| Nazionalità | Giocatrice             | Ranking* | Testa di serie |
| ----------- | ---------------------- | -------- | -------------- |
| Russia      | Ekaterina Aleksandrova | 42       | 1              |
| Francia     | Caroline Garcia        | 46       | 2              |
| Belgio      | Alison Van Uytvanck    | 47       | 3              |
| Stati Uniti | Jennifer Brady         | 56       | 4              |
| Francia     | Alizé Cornet           | 59       | 5              |
| Russia      | Anna Blinkova          | 61       | 6              |
| Slovenia    | Tamara Zidanšek        | 63       | 7              |
| Stati Uniti | Bernarda Pera          | 65       | 8              |

* Ranking al 9 dicembre 2019.

### Altre partecipanti
Le seguenti giocatrici hanno ricevuto una wild card per il tabellone principale:
- Ekaterina Aleksandrova
- Clara Burel
- Océane Dodin
- Caroline Garcia
- Chloé Paquet
- Alison Van Uytvanck

Le seguenti giocatrici sono passate dalle qualificazioni:
- Nicole Gibbs
- Jessika Ponchet
- Isabella Šinikova
- Yanina Wickmayer

### Ritiri
Prima del torneo
- Patricia Maria Tig → sostituita da  Ljudmila Samsonova
- Heather Watson → sostituita da  Pauline Parmentier

Durante il torneo
- Sorana Cîrstea

## Campionesse

### Singolare
Ekaterina Aleksandrova ha sconfitto in finale  Aljaksandra Sasnovič con il punteggio di 6–1, 6–3.

### Doppio
Georgina García Pérez /  Sara Sorribes Tormo hanno sconfitto in finale  Ekaterina Aleksandrova /  Oksana Kalašnikova con il punteggio di 6-2, 7–6(3).